# علماء في جبين الشمس (مسلسل)
علماء في جبين الشمس  مسلسل سوري ديني يستعرض في حلقاته قصص عظماء الإسلام مثل البيروني وابن سيرين ومن الأدباء والمؤرخين أيضا تم انتاجه سنة 2006م من تمثيل عبدالرحمن آل رشي،زيناتي قدسية،هاني الروماني،تيسير إدريس،محمود سعيد، إخراج سامي جنادي..

## فريق العمل

### المؤلف
- غسان زكريا - قمر الزمان علوش

### المخرج
- سامي جنادي

### الممثلين
- عبدالرحمن آل رشي
- زيناتي قدسية
- هاني الروماني
- تيسير إدريس
- محمود سعيد
- سامي جنادي
- علاء قاسم
- فادي صبيح
- محمد حداقي
- مجدي مشموشي
- قيس شيخ نجيب
- رافي وهبي